# Stazione di Fiesole-Caldine
Stazione di Fiesole-Caldine vasútállomás Olaszországban, Fiesole település Caldine frazionéjában.

## Vasútvonalak
Az állomást az alábbi vasútvonalak érintik:
- Firenze–Faenza-vasútvonal

## Kapcsolódó állomások
A vasútállomáshoz az alábbi állomások vannak a legközelebb:
- Stazione di Mimmole
- Stazione di Pian di Mugnone